# 杜布羅夫尼克城牆
杜布羅夫尼克城牆是位於克羅埃西亞杜布羅夫尼克的城牆系統。1979年，作為杜布羅夫尼克老城的一部分，杜布羅夫尼克城牆被列入世界文化遺產。
杜布罗夫尼克城墙上有数座要塞：
- 罗维里耶纳克要塞
- 博卡尔要塞（Bokar）
- 拉弗林要塞
- 明切特要塞
- 圣伊万要塞

杜布罗夫尼克城墙上有数座城门：
- 皮拉门、
- 普洛切门

## 外部連結
- Old City of Dubrovnik – UNESCO World Heritage Centre （页面存档备份，存于）
- Video, Dubrovnik Digital reconstruction by GRAIL at Washington University （页面存档备份，存于）
- （克羅埃西亞文） Društvo prijatelja dubrovačke starine – Gradske zidine